# Ha (kana)
Ha (romanização do hiragana は ou katakana ハ) é um dos kana japoneses que representam um mora. No sistema moderno da ordem alfabética japonesa (Gojūon), ele ocupa a 26.ª posição do alfabeto, entre No e Hi.
O caractere pode ser combinado a um dakuten, para formar o ば em hiragana, バ em katakana e ba em romaji; e pode ser combinado também a um handakuten, para formar o ぱ em hiragana, パ em katakana e pa em romaji.
| Forma                           | Romaji      | Hiragana        | Katakana        |
| ------------------------------- | ----------- | --------------- | --------------- |
| Normal h- (は行 ha-gyō)         | ha          | は              | ハ              |
| Normal h- (は行 ha-gyō)         | haa hā, hah | はあ, はぁ はー | ハア, ハァ ハー |
| Com dakuten b- (ば行 ba-gyō)    | ba          | ば              | バ              |
| Com dakuten b- (ば行 ba-gyō)    | baa bā, bah | ばあ, ばぁ ばー | バア, バァ バー |
| Com handakuten p- (ぱ行 pa-gyō) | pa          | ぱ              | パ              |
| Com handakuten p- (ぱ行 pa-gyō) | paa pā, pah | ぱあ, ぱぁ ぱー | パア, パァ パー |

## Formas alternativas
No Braile japonês, は ou ハ são representados como:
| ●  | － |
| － | － |
| ●  | ●  |

O Código Morse para は ou ハ é: −・・・

## Traços

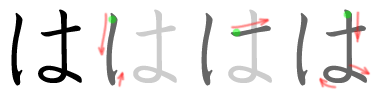
Seqüência de traços para escrita do は

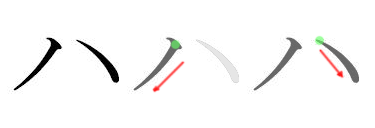
Seqüência de traços para escrita do ハ